# Coleophora agnatella
Coleophora agnatella é uma espécie de mariposa do gênero Coleophora pertencente à família Coleophoridae.